# 仇晋
仇晋（？—？），浙江钱塘（今浙江杭州）人，清朝政治人物。举人出身。
嘉慶十二年，接替韋協恭。擔任江蘇宜興縣知縣署。后由李敷文接任。仇晋曾于1809年接替孙珏任娄县知县一职，1810年由苏献琛接任。